# Manoel Cristiano Ribeiro Lemes
Manoel Cristiano Ribeiro Lemes (Porto Esperidião, 1 de fevereiro de 1989), mais conhecido como Manoel, é um futebolista brasileiro que atua como atacante. Atualmente joga pelo Manauara.

## Carreira
Manoel iniciou sua carreira no Camboriú e teve uma breve passagem pelo futebol romeno, antes de se transferir para equipes de Anápolis, onde defendeu as cores do Grêmio Anápolis e da Anapolina.
Em 2010, acertou com o Penafiel, dando início à sua trajetória no futebol português. Teve bom desempenho pelos rubros-negros e chamou atenção do Braga. Nos Guerreiros do Minho, atuou principalmente pela equipe B e fez parte do plantel que conquistou a Taça da Liga de 2012–13. Na temporada de 2013–14, jogou pela Académica de Coimbra, antes de retornar ao Grêmio Anápolis.
Em 2016, foi contratado pelo Altos, clube pelo qual se transformaria em ídolo e entraria para história, tornando-se o maior artilheiro da equipe de todos os tempos. Logo em sua primeira temporada, foi o maior goleador da Série D. Entre idas e vindas, apenas em 2019 o atacante não vestiu a camisa alviverde, e neste período conquistou o tricampeonato piauiense e o acesso à Série C. Também foi artilheiro do Estadual em duas ocasiões.
O jogador chegou a ser emprestado ao Vitória para a disputa da Série B de 2021, mas deixou o clube baiano sem marcar gols. Em 2023, acertou com o Capital-DF antes de retornar para uma nova passagem pelo Altos. Em 2024, defendeu o FC Cascavel, e atualmente é jogador do Manauara.

## Títulos
Braga
- Taça da Liga: 2012–13

Altos
- Campeonato Piauiense: 2017, 2018 e 2021

## Artilharias
Altos
- Campeonato Brasileiro - Série D: 2016 – 10 gols
- Campeonato Piauiense: 2018 – 11 gols
- Campeonato Piauiense: 2021 – 13 gols